# Julien Carbon
Julien Carbon és un director de cinema i guionista francès, que treballa en duo amb Laurent Courtiaud a Hong Kong.

## Biografia
El músic clàssic, periodista i crític de cinema Julien Carbon, va conèixer a París el 1990 el director audiovisual, escriptor i periodista de Laurent Courtiaud, i els va unir la seva passió pel cinema asiàtic.

## Filmografia

### Guionistes
- 1999 : Running Out of Time (Aau chin)
- 2000 : Black Door
- 2002 : Black Mask 2: City of Masks (Hak hap 2)
- 2002 : Le Talisman (Tian mai chuan qi)

### Directors
- 2011 : Les Nuits rouges du bourreau de jade
- 2011 : Betrayal

## Distincions
- Premi al millor guió als Golden Bauhinia Awards 2000 per Running Out of Time.